# New York Cosmos (1971-1985)
El New York Cosmos, también conocido simplemente como Cosmos, fue un equipo de fútbol con sede en Nueva York, Estados Unidos. Fue fundado en 1971 por dos ejecutivos discográficos de Atlantic Records, Ahmet y Nesuhi Ertegün, y durante la mayor parte de su historia fue gestionado por Steve Ross, presidente de Warner Communications.
Durante los años 1970 destacó como uno de los clubes más ambiciosos de Norteamérica, coincidiendo con la profesionalización de este deporte en Estados Unidos a través de la North American Soccer League (NASL). Ross logró atraer a futbolistas en el ocaso de su carrera como Pelé, Beckenbauer, Neeskens, Carlos Alberto, Julio César Romero y Giorgio Chinaglia entre otros. A nivel nacional se alzó con cinco ligas, convirtiéndose en el equipo más laureado de la NASL. Tras la desaparición del torneo en 1984, el Cosmos intentó sobrevivir en el campeonato de fútbol indoor pero dejó de existir al año siguiente.
En 2010 el empresario británico Paul Kemsley se hizo con los derechos de la marca comercial y creó un nuevo equipo, el New York Cosmos, que actualmente milita en al USL Championship.

## Historia

### Primeros pasos
El New York Cosmos fue fundado en 1970 gracias a la iniciativa de los hermanos turco-estadounidenses Nesuhi y Ahmet Ertegün, propietarios del sello discográfico Atlantic Records, en aquella época bajo control de Warner Music. Para ello contaron con el apoyo económico del presidente del grupo editorial Warner Communications, Steve Ross, que convirtió al club en un referente deportivo y ayudó a implantar el fútbol en ese país.
El 10 de diciembre de 1970 el equipo se inscribió oficialmente en la North American Soccer League, impulsando así al recién creado campeonato que comenzó en 1971. En su primera temporada jugó en el Yankee Stadium con actuaciones discretas, atrayendo tan solo a una media de 4.000 espectadores, en su mayoría inmigrantes. En 1972, su segunda campaña, ganó su primer campeonato después de vencer en la final a St. Louis Stars. A pesar de sus buenos resultados, el equipo no atraía al suficiente número de espectadores.

### Dominio en Estados Unidos

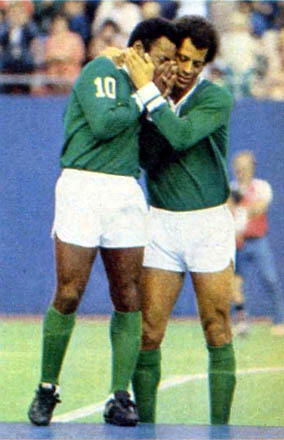
Despedida de Pelé en octubre de 1977, en la foto junto a Carlos Alberto.

En años posteriores, New York Cosmos llamó la atención de los medios de comunicación, cuando Steve Ross firmó en 1975 un contrato de explotación por siete millones de dólares en conceptos de marketing y retransmisiones. Para amortizar la inversión, Ross fichó a futbolistas estrella en sus últimos años de carrera con costosos contratos, lo que convirtió a Nueva York en un destino atractivo para los jugadores que quisieran finalizar su trayectoria. A diferencia de la MLS, en la NASL no existía el límite salarial, por lo que la mayoría de franquicias pagaban grandes sumas que en muchos casos no podían rentabilizar.
Ese mismo año, Cosmos fichó al campeón mundial Pelé, procedente del Santos FC. Steve Ross y Clive Toye trataron de ficharlo desde 1971, y la contratación del astro brasileño contó incluso con la colaboración del entonces secretario de Estado, Henry Kissinger, quien instó al jugador a aceptar como una muestra de las buenas relaciones diplomáticas entre Brasil y Estados Unidos. Con la contratación del entonces considerado "mejor jugador del mundo", el número de espectadores en las gradas se incrementó, hasta conseguir un récord de asistencia media de 48.000 personas y máximos de 78.000 en 1978, en el Giants Stadium.
Con Pelé como estrella indiscutible del equipo, llegaron otros buenos jugadores como Franz Beckenbauer, Carlos Alberto, Julio César Romero, Vladislav Bogićević y Giorgio Chinaglia, que impulsaron la venta de abonos de temporada y el interés de famosos neoyorquinos por el fútbol. En la última temporada de Pelé como jugador, New York Cosmos se proclamó campeón de liga en 1977 tras vencer a Seattle Sounders, y el equipo celebró un partido homenaje en su honor frente al Santos. En los años 1980 se mantuvo la tendencia de fichar a estrellas en su ocaso profesional como Johan Neeskens o François Van der Elst, y Cosmos ganó las ligas de 1978, 1980 y 1982.

### Desaparición
A pesar de su éxito, en 1983 comenzó el fin de New York Cosmos. Warner comenzó a deshacerse de negocios poco rentables y no relacionados con los medios de comunicación, vendiendo la compañía de videojuegos Atari y Global Soccer Inc., la firma subsidiaria que controlaba la franquicia. El exjugador Giorgio Chinaglia, que ejercía una fuerte influencia sobre Ross, se hizo con un equipo en números rojos, que tuvo que prescindir de sus mejores jugadores para evitar la bancarrota. Por otro lado, Chinaglia no mantenía buenas relaciones con parte de la plantilla, que terminaron marchándose a otros equipos o retirándose. Cuando la NASL desapareció, New York Cosmos continuó en el torneo de fútbol indoor, pero cesó su actividad en 1985 por la baja asistencia de público. Peppe Pinton, ejecutivo del club y amigo personal de Chinaglia, se quedó con todos los derechos sobre la marca "New York Cosmos", que retuvo hasta 2009.
Después de su desaparición, se han producido varios intentos de retomar la franquicia original. El logotipo de Cosmos siguió utilizándose para alguna clínica de fútbol y campamentos infantiles dirigidos por Pinton, pero no como un equipo profesional. Con el nacimiento de la Major League Soccer, un grupo de inversores liderados por Pelé buscó en 2002 que les concedieran una franquicia en la liga, sin éxito. Del mismo modo, se propuso que New York/New Jersey MetroStars adoptase el nombre de Cosmos, algo que se descartó después de que Red Bull se hiciera con ese equipo y lo llamara "New York Red Bulls".
Los derechos sobre el nombre pertenecen desde 2009 a Paul Kemsley, exvicepresidente de Tottenham Hotspur. El 1 de agosto de 2010 los propietarios del club anunciaron el relanzamiento de la marca comercial con un nuevo equipo, el New York Cosmos que actualmente compite en la North American Soccer League.

## Repercusión
El desarrollo de New York Cosmos fue uno de los primeros intentos serios para introducir el fútbol en Estados Unidos. Este deporte gozaba de aceptación entre el público inmigrante, en especial la comunidad latina, pero el interés era menor en comparación con las cuatro "grandes ligas" norteamericanas: MLB (béisbol), NBA (baloncesto), NFL (fútbol americano) y NHL (hockey sobre hielo). Gracias al fichaje de figuras internacionales, New York Cosmos se convirtió en el equipo de fútbol más popular de los Estados Unidos en los años 1970 y 1980. Además de los partidos oficiales disputó numerosos amistosos frente a equipos europeos como el Bayern de Múnich o el FC Barcelona, que sirvieron para promocionar el fútbol en Estados Unidos.
A pesar de su desaparición y la existencia de nuevos equipos como New York Red Bulls, Cosmos sigue siendo una de las marcas más vinculadas a este deporte en EE. UU. En 2006 se estrenó el documental "Once in a Lifetime: the Extraordinary Story of the New York Cosmos", que contó con la narración de Matt Dillon y el testimonio de casi todos los jugadores más famosos del club salvo Pelé, que rechazó participar.
Uno de los jugadores de Cosmos en la plantilla de 1977, el sudafricano Jomo Sono, regresó a su país para comprar un equipo de fútbol en Johannesburgo y renombrarlo en 1983 como Jomo Cosmos en honor a su antiguo club.

## Escudo
El nombre "New York Cosmos" se debe al primer director deportivo del equipo, Clive Toye. El nombre del equipo es una abreviación de la palabra cosmopolitas, inspirada en el nombre del equipo de béisbol New York Mets, cuyo nombre abrevia la palabra metropolitans (metropolitanos).
El escudo es un círculo de color negro con un balón de fútbol en el centro rodeado por tres ondas de color verde, amarillo y celeste, inspirados en la selección de fútbol de Brasil. En la parte superior, figura la palabra "Cosmos". En un libro, Toye declaró después que el nombre y colores del club fueron uno de los primeros intentos para lograr que Pelé fichara por la franquicia neoyorquina.

## Uniforme
La principal equipación de New York Cosmos fue camiseta, pantalón y medias blancas, y todas ellas contaban con el número de escuadra en la parte delantera y trasera de la camiseta, junto al nombre de cada jugador en el dorsal. La franquicia ha contado con distintas equipaciones a lo largo de su historia.
En su primer año, la primera equipación estaba inspirada en la usada por la selección de fútbol de Brasil, con camiseta de color amarillo que a su vez usaba el anterior equipo de la ciudad, New York Generals. Después se pasó al verde y amarillo. Cuando Pelé fichó por Cosmos, la equipación cambió por una completamente blanca con cuello verde e inspirada en el Santos FC, equipo donde el astro brasileño desarrolló casi toda su carrera profesional. En 1979, el diseñador Ralph Lauren realizó la última equipación del club: blanco con cuello azul y amarillo para los partidos como local, y azul con cuello amarillo como visitante.
| 1971-1972 | 1973-1975 | 1975-85 | 1975-1979 alt. | 1979-1985 alt. |

## Estadio

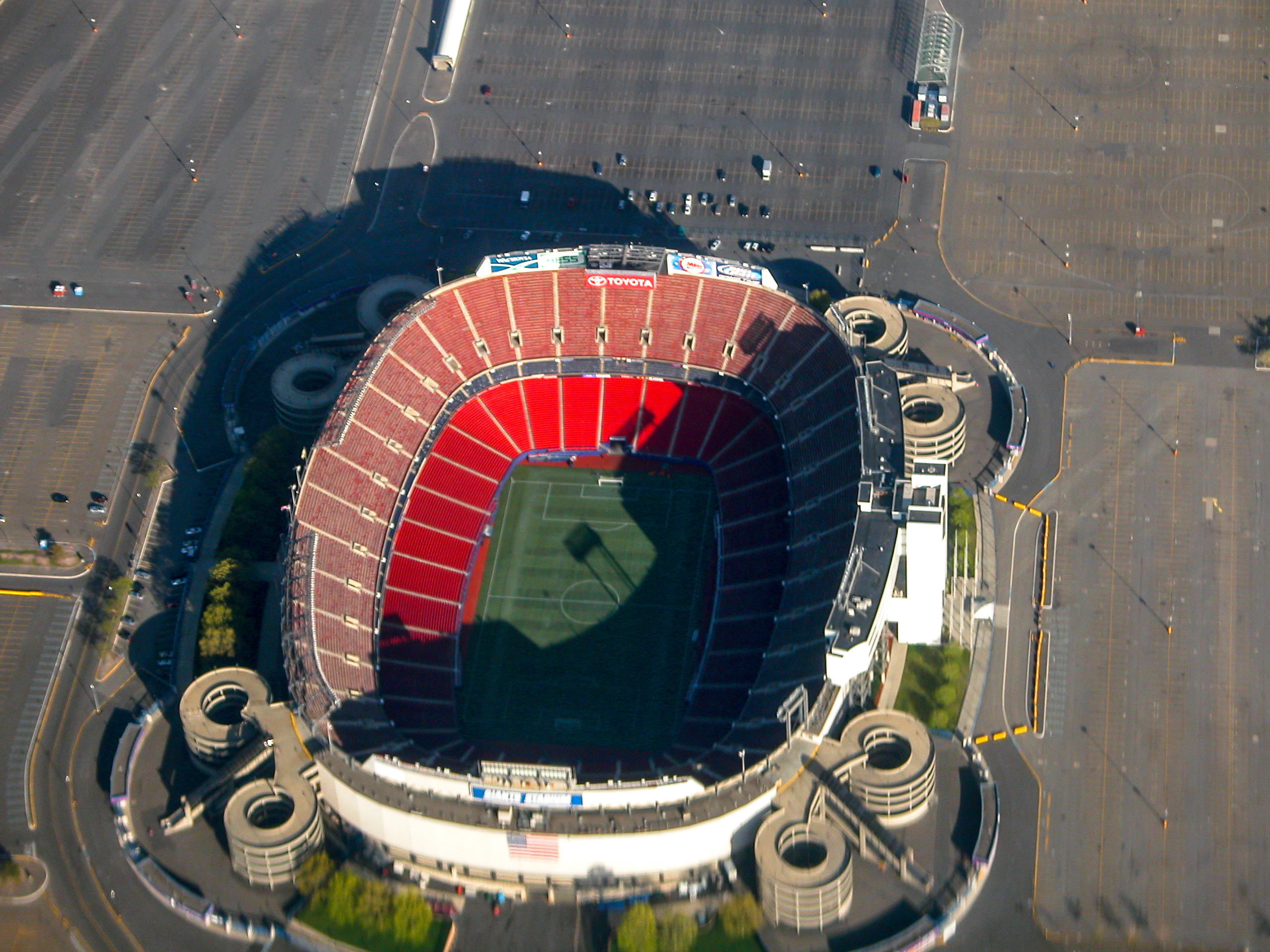
Imagen del Giants Stadium.

New York Cosmos ha jugado en cuatro estadios en sus 15 años de historia, siendo el Yankee Stadium y el Giants Stadium los más utilizados.
El primer estadio donde Cosmos jugó sus partidos como local fue el Yankee Stadium, el campo de béisbol de los New York Yankees y de fútbol americano de los New York Giants, que tuvo que adaptar sus gradas y terreno de juego para la práctica del fútbol. Allí permaneció hasta 1972, cuando se trasladó al Hofstra Stadium de la Universidad de Long Island, para 20.000 espectadores. En 1973 jugó en Downing Stadium, situado en Randall's Island y con capacidad para 22.000 personas, para regresar en 1974 al Yankee Stadium, donde jugó tres temporadas más.
A partir de la temporada 1977, Cosmos jugó en el Giants Stadium, su campo más significativo. Situado en East Rutherford, el campo era a su vez el estadio de los New York Giants, equipo de fútbol americano, y albergaba hasta 80.000 espectadores, si bien tuvo que adaptar también sus medidas a las requeridas por la FIFA. En ese estadio jugó hasta 1984.

## Jugadores
Durante su existencia, Cosmos fichó a estrellas internacionales en sus últimos años de carrera deportiva. Algunos de ellos fueron campeones del mundo con sus países, como los brasileños Pelé y Carlos Alberto o el alemán Franz Beckenbauer. En otros casos desarrollaron una prolífica carrera, como el italiano Giorgio Chinaglia, procedente de la SS Lazio y máximo goleador en la historia del club, así como el talentoso peruano Ramón Mifflin o el sudafricano Jomo Sono. El número de estrellas internacionales contrastaba con los escasos jugadores estadounidenses que figuraban en la plantilla cada año.
En alguna ocasión, también formaron parte de la plantilla Roberto Cabañas y Julio César Romero (Paraguay), Hubert Birkenmeier (Alemania), Vladislav Bogićević e Ivan Buljan (Yugoslavia), Omar Caetano (Uruguay), Everald Cummings (Trinidad y Tobago), Randy Horton (Bermudas), Mordechai Spiegler (Israel), Johan Neeskens (Países Bajos), Dave Clements (Irlanda del Norte), Santiago Formoso (España) y el histórico defensa del Aston Villa Charlie Aitken (Escocia). El holandés Johann Cruyff fue miembro ocasional del equipo en 1977, aunque su presencia se redujo a partidos amistosos y nunca disputó ningún encuentro oficial con Cosmos, ya que fichó por Los Angeles Aztecs.

## Palmarés

### Torneos NASL (1968 y 1985)
- North American Soccer League (5): 1972, 1977, 1978, 1980, 1982.
- Premier de Temporada Regular NASL (7):  1972, 1978, 1979, 1980, 1981, 1982, 1983.
- Campeonatos de Conferencia (5):
  - Conferencia Nacional: 1977, 1978, 1980, 1981, 1982.
- Campeonatos de División (7):
  - División Norte: 1972.
  - División Este (6): 1978, 1979, 1980, 1981, 1982, 1983.

### Torneos amistosos
- Trans-Atlantic Challenge Tournament (3): 1980, 1982, 1984.[19]
- Spring Cup International Tiurnament:  1983.
- Fall Tour (Costa de Marfil): 1983
- Seration Centre Cup: 1983
- Xerox Super Soccer (Japón) (2): 1979, 1982[20]
- Olympic Airways Cup:  1981.
- Los Angeles Soccer Tournament: 1981.
- Trofeo Alcaldía de Cali (Colombia): 1979
- Eastern Airlines International Cup (Haití): 1975
- Governor's Cup: 1971.